# Атлетика на Летњим параолимпијским играма 2016 — 1.500 метара за мушкарце
Трка на 1.500 метара за мушкарце, била је једна од 29 дисциплина атлетског програма на Летњим параолимпијским играма 2016. у Рио де Жанеиру, Бразил. Такмичење је одржано од 10. до 16. септембра на Олимпијском стадиону Жоао Авеланж.

## Земље учеснице
Учествовало је 99 такмичара из 44 земље.
1. Алжир (4)
2. Девичанска Острва (1)
3. Аргентина (1)
4. Аустралија (6)
5. Белгија (1)
6. Бразил (3)
7. Бугарска (1)
8. Бурунди (1)
9. Венецуела (1)
10. Гватемала (1)
11. Данска (3)
12. Еквадор (1)
13. Етиопија (3)
14. Индија (1)
15. Иран (2)
16. Ирска (1)
17. Јапан (5)
18. Јужна Кореја (2)
19. Канада (8)
20. Кенија (3)
21. Кина (3)
22. Колумбија (1)
23. Мадагаскар (1)
24. Мароко (3)
25. Мексико (2)
26. Немачка (1)
27. Перу (1)
28. Пољска (3)
29. Португалија (2)
30. Руанда (1)
31. Северна Кореја (1)
32. САД (8)
33. Тајланд (4)
34. Тунис (5)
35. Турска (2)
36. Уганда (1)
37. У.А.Емирати (1)
38. Уједињено Краљевство (2)
39. Украјина (1)
40. Француска (2)
41. Холандија (1)
42. Чешка (1)
43. Швајцарска (2)
44. Шпанија (1)

## Рекорди пре почетка такмичења
(стање 8. септембра 2016.)

### Класа Т11
| Рекорди пре почетка Параолимпијских игара 2016. | Рекорди пре почетка Параолимпијских игара 2016. | Рекорди пре почетка Параолимпијских игара 2016. | Рекорди пре почетка Параолимпијских игара 2016. | Рекорди пре почетка Параолимпијских игара 2016. | Рекорди пре почетка Параолимпијских игара 2016. |
| ----------------------------------------------- | ----------------------------------------------- | ----------------------------------------------- | ----------------------------------------------- | ----------------------------------------------- | ----------------------------------------------- |
| Светски рекорд                                  | 3:58,37                                         | Самвел Мушаи Кимани                             | Кенија                                          | Лондон, Уједињено Краљевство                    | 3. септембар 2012.                              |
| Параолимпијски рекорд                           | 3:58,37                                         | Самвел Мушаи Кимани                             | Кенија                                          | Лондон, Уједињено Краљевство                    | 3. септембар 2012.                              |

### Класа Т12
| Рекорди пре почетка Параолимпијских игара 2016. | Рекорди пре почетка Параолимпијских игара 2016. | Рекорди пре почетка Параолимпијских игара 2016. | Рекорди пре почетка Параолимпијских игара 2016. | Рекорди пре почетка Параолимпијских игара 2016. | Рекорди пре почетка Параолимпијских игара 2016. |
| ----------------------------------------------- | ----------------------------------------------- | ----------------------------------------------- | ----------------------------------------------- | ----------------------------------------------- | ----------------------------------------------- |
| Светски рекорд                                  | 3:48,31                                         | Абдерахим Зхиоу                                 | Тунис                                           | Лондон, Уједињено Краљевство                    | 3. септембар 2012.                              |
| Параолимпијски рекорд                           | 3:48,31                                         | Абдерахим Зхиоу                                 | Тунис                                           | Лондон, Уједињено Краљевство                    | 3. септембар 2012.                              |

### Класа Т13
| Рекорди пре почетка Параолимпијских игара 2016.     | Рекорди пре почетка Параолимпијских игара 2016. | Рекорди пре почетка Параолимпијских игара 2016. | Рекорди пре почетка Параолимпијских игара 2016. | Рекорди пре почетка Параолимпијских игара 2016. | Рекорди пре почетка Параолимпијских игара 2016. |
| --------------------------------------------------- | ----------------------------------------------- | ----------------------------------------------- | ----------------------------------------------- | ----------------------------------------------- | ----------------------------------------------- |
| Светски рекорд                                      | 3:48,84                                         | Дејвид Корир                                    | Кенија                                          | Лондон, Уједињено Краљевство                    | 4. септембар 2012.                              |
| Параолимпијски рекорд                               | 3:48,84                                         | Дејвид Корир                                    | Кенија                                          | Лондон, Уједињено Краљевство                    | 4. септембар 2012.                              |
| Рекорди после завршених Параолимпијских игара 2016. |                                                 |                                                 |                                                 |                                                 |                                                 |
| Светски рекорд                                      | 3:48,29                                         | Абделатиф Бака                                  | Тунис                                           | Рио де Жанеиро, Бразил                          | 11. септембар 2016.                             |
| Параолимпијски рекорд                               | 3:48,29                                         | Абделатиф Бака                                  | Тунис                                           | Рио де Жанеиро, Бразил                          | 11. септембар 2016.                             |

### Класа Т20
| Рекорди пре почетка Параолимпијских игара 2016.     | Рекорди пре почетка Параолимпијских игара 2016. | Рекорди пре почетка Параолимпијских игара 2016. | Рекорди пре почетка Параолимпијских игара 2016. | Рекорди пре почетка Параолимпијских игара 2016. | Рекорди пре почетка Параолимпијских игара 2016. |           |
| --------------------------------------------------- | ----------------------------------------------- | ----------------------------------------------- | ----------------------------------------------- | ----------------------------------------------- | ----------------------------------------------- | --------- |
| Светски рекорд                                      | 3:48,85                                         | непознато                                       | непознато                                       | непознато                                       | непознато                                       | непознато |
| Рекорди после завршених Параолимпијских игара 2016. |                                                 |                                                 |                                                 |                                                 |                                                 |           |
| Параолимпијски рекорд                               | 3:51,73                                         | Мајкл Браниган                                  | Сједињене Државе                                | Рио де Жанеиро, Бразил                          | 13. септембар 2016.                             |           |

### Класа Т37
| Рекорди пре почетка Параолимпијских игара 2016. | Рекорди пре почетка Параолимпијских игара 2016. | Рекорди пре почетка Параолимпијских игара 2016. | Рекорди пре почетка Параолимпијских игара 2016. | Рекорди пре почетка Параолимпијских игара 2016. | Рекорди пре почетка Параолимпијских игара 2016. |
| ----------------------------------------------- | ----------------------------------------------- | ----------------------------------------------- | ----------------------------------------------- | ----------------------------------------------- | ----------------------------------------------- |
| Светски рекорд                                  | 3:59,54                                         | Michael McKillop                                | Ирска                                           | Лондон, Уједињено Краљевство                    | 8. мај 2012.                                    |
| Параолимпијски рекорд                           | 4:08,11                                         | Michael McKillop                                | Ирска                                           | Лондон, Уједињено Краљевство                    | 3. септембар 2012.                              |

### Класа Т38
| Рекорди пре почетка Параолимпијских игара 2016.     | Рекорди пре почетка Параолимпијских игара 2016. | Рекорди пре почетка Параолимпијских игара 2016. | Рекорди пре почетка Параолимпијских игара 2016. | Рекорди пре почетка Параолимпијских игара 2016. | Рекорди пре почетка Параолимпијских игара 2016. |
| --------------------------------------------------- | ----------------------------------------------- | ----------------------------------------------- | ----------------------------------------------- | ----------------------------------------------- | ----------------------------------------------- |
| Светски рекорд                                      | 4:08,16                                         | Деон Кензи                                      | Аустралија                                      | Сиднеј, Аустралија                              | 1. април 2016.                                  |
| Параолимпијски рекорд                               | 4:25,61                                         | Малколм Прингл                                  | Јужна Африка                                    | Атланта, САД                                    | 21. август 1996.                                |
| Рекорди после завршених Параолимпијских игара 2016. |                                                 |                                                 |                                                 |                                                 |                                                 |
| Параолимпијски рекорд                               | 4:13,81                                         | Абес Саиди                                      | Тунис                                           | Рио де Жанеиро, Бразил                          | 10. септембар 2016.                             |

### Класа Т46
| Рекорди пре почетка Параолимпијских игара 2016. | Рекорди пре почетка Параолимпијских игара 2016. | Рекорди пре почетка Параолимпијских игара 2016. | Рекорди пре почетка Параолимпијских игара 2016. | Рекорди пре почетка Параолимпијских игара 2016. | Рекорди пре почетка Параолимпијских игара 2016. |
| ----------------------------------------------- | ----------------------------------------------- | ----------------------------------------------- | ----------------------------------------------- | ----------------------------------------------- | ----------------------------------------------- |
| Светски рекорд                                  | 3:50,15                                         | Абрахам Тарбеи                                  | Кенија                                          | Лондон, Уједињено Краљевство                    | 4. септембар 2012.                              |
| Параолимпијски рекорд                           | 3:50,15                                         | Абрахам Тарбеи                                  | Кенија                                          | Лондон, Уједињено Краљевство                    | 4. септембар 2012.                              |

### Класа Т52
| Рекорди пре почетка Параолимпијских игара 2016.     | Рекорди пре почетка Параолимпијских игара 2016. | Рекорди пре почетка Параолимпијских игара 2016. | Рекорди пре почетка Параолимпијских игара 2016. | Рекорди пре почетка Параолимпијских игара 2016. | Рекорди пре почетка Параолимпијских игара 2016. |
| --------------------------------------------------- | ----------------------------------------------- | ----------------------------------------------- | ----------------------------------------------- | ----------------------------------------------- | ----------------------------------------------- |
| Светски рекорд                                      | 3:29,79                                         | Рајмонд Мартин                                  | Сједињене Државе                                | Арбон, Швајцарска                               | 4. јун 2015.                                    |
| Параолимпијски рекорд                               | 3:49,06                                         | Томас Геиршихлер                                | Аустрија                                        | Атина, Грчка                                    | 23. септембар 2004.                             |
| Рекорди после завршених Параолимпијских игара 2016. |                                                 |                                                 |                                                 |                                                 |                                                 |
| Параолимпијски рекорд                               | 3:40,63                                         | Рајмонд Мартин                                  | Сједињене Државе                                | Рио де Жанеиро, Бразил                          | 15. септембар 2016.                             |

### Класе Т53 и Т54
| Рекорди пре почетка Параолимпијских игара 2016. | Рекорди пре почетка Параолимпијских игара 2016. | Рекорди пре почетка Параолимпијских игара 2016. | Рекорди пре почетка Параолимпијских игара 2016. | Рекорди пре почетка Параолимпијских игара 2016. | Рекорди пре почетка Параолимпијских игара 2016. |
| ----------------------------------------------- | ----------------------------------------------- | ----------------------------------------------- | ----------------------------------------------- | ----------------------------------------------- | ----------------------------------------------- |
| Светски рекорд                                  | 2:54,51                                         | Марсел Хуг                                      | Швајцарска                                      | Арбон, Швајцарска                               | 24. јун 2010.                                   |
| Параолимпијски рекорд                           | 3:00,10                                         | Прават Вахорам                                  | Тајланд                                         | Пекинг, Кина                                    | 15. септембар 2008.                             |

## Сатница
| Датум               | Време | Класа     | Ниво          |
| ------------------- | ----- | --------- | ------------- |
| 10. септембар 2016. | 19:19 | Т38       | Финале        |
| 11. септембар 2016. | 12:23 | Т11       | Квалификације |
| 11. септембар 2016. | 11:59 | Т37       | Финале        |
| 11. септембар 2016. | 18:32 | Т12 и Т13 | Финале        |
| 12. септембар 2016. | 18:48 | Т53 и Т54 | Квалификације |
| 13. септембар 2016. | 10:58 | Т20       | Финале        |
| 13. септембар 2016. | 18:05 | Т11       | Финале        |
| 13. септембар 2016. | 18:22 | Т53 и Т54 | Финале        |
| 15. септембар 2016. | 10:24 | Т52       | Финале        |
| 16. септембар 2016. | 18:20 | Т46       | Финале        |

Сва времена су по локалном времену (UTC+3)

## Освајачи медаља
|                              |                          |                               |
| Класа Т11                    |                          |                               |
| Самвел Мушаи Кимани · Кенија | Одаир Сантос · САД       | Semih Deniz · Турска          |
| Класе Т12 и Т13              |                          |                               |
| Абделатиф Бака · Алжир       | Тамиру Демисе · Етиопија | Хенри Кирва · Кенија          |
| Класа Т20                    |                          |                               |
| Мајкл Браниган · САД         | Данијел Пек · Пољска     | Пејман Насири Базањани · Иран |
| Класа Т37                    |                          |                               |
| Michael McKillop · Ирска     | Лијам Стенли · Канада    | Madjid Djemai · Алжир         |
| Класа Т38                    |                          |                               |
| Абес Саиди · Тунис           | Деон Кензи · Аустралија  | Луис Радијус · Француска      |
| Класа Т46                    |                          |                               |
| Самир Ноуиоуа · Алжир        | Давид Емонг · Уганда     | Мајкл Роегер · Аустралија     |
| Класа Т52                    |                          |                               |
| Рајмонд Мартин · САД         | Томоки Сато · Јапан      | Пичаја Куратанасири · Тајланд |
| Класе Т53 и Т54              |                          |                               |
| Прават Вахорам · Тајланд     | Марсел Хуг · Швајцарска  | Saichon Konjen · Тајланд      |

## Резултати

### Финале

#### Класа Т11
Такмичење је одржано 13.9.2016. годину у 18:05,,
| Пласман | Атлетичар             | Земља  | Класа | Резултат | Белешка |
| ------- | --------------------- | ------ | ----- | -------- | ------- |
|         | Самвел Мушаи Кимани   | Кенија | Т11   | 4:03,25  | ЛРС     |
|         | Одаир Сантос          | Бразил | Т11   | 4:03,85  | ЛРС     |
|         | Semih Deniz           | Турска | Т11   | 4:05,42  | ЛР      |
| 4.      | Би Вилсон             | Кенија | Т11   | 4:07.96  | ЛР      |
| 5.      | Јасон Џозеф Дункерлеј | Канада | Т11   | 4:07,98  | ЛРС     |
| 6.      | Шиња Вада             | Јапан  | Т11   | 4:15,62  | ЛР      |

#### Класe Т12 и Т13
Такмичење је одржано 11.9.2016. годину у 18:32,,
| Пласман | Атлетичар                       | Земља      | Класа | ЛР      | ЛРС     | Резултат | Белешка    |
| ------- | ------------------------------- | ---------- | ----- | ------- | ------- | -------- | ---------- |
|         | Абделатиф Бака                  | Алжир      | Т13   | 3:52,48 | 3:52,48 | 3:48,29  | СР, ПР, ЛР |
|         | Тамиру Демисе                   | Етиопија   | Т13   | 3:58,90 | 3:58,90 | 3:48,49  | ЛР         |
|         | Хенри Кирва                     | Кенија     | Т12   | 3:53,55 | 4:05,93 | 3:49,59  | ЛР         |
| 4.      | Фуад Бака                       | Алжир      | Т13   | 4:05,72 | 4:05,72 | 3:49,84  | ЛР         |
| 5.      | Лукаш Вјетецки                  | Пољска     | Т13   | 3:55,67 | 3:57,08 | 3:54,20  | РР, ЛР     |
| 6.      | Билел Алоуи                     | Кенија     | Т13   | 3:56,30 | 3:56,30 | 3:54,61  | ЛР         |
| 7.      | Јарид Клифорд                   | Аустралија | Т12   | 3:56,48 | 3:56,48 | 3:56,67  | РР, ЛР     |
| 8.      | Јусеф Бенибрахим                | Мароко     | Т13   | 3:55,22 | 3:55,39 | 3:56,80  |            |
| 9.      | Guillaume Ouellet               | Канада     | Т13   | 3:58,95 | 4:01,94 | 3:57,98  | ЛР         |
| 10.     | Чаз Дејвис                      | САД        | Т12   | 4:05,90 | 4:05,90 | 3:58,28  | ЛР         |
| 11.     | Јелтсин Ортега Жакуес           | Бразил     | Т12   | 3:56,73 | 4:09,23 | 3:58,92  | ЛРС        |
| 12.     | Хулио Сесар Агрипино дос Сантос | Бразил     | Т12   | 3:54,51 | 3:54,51 | 4:00,61  |            |
| 13.     | Абделилах Маме                  | Мароко     | Т13   | 3:54,34 | 3:55,16 | 4:08,93  |            |
|         | Билел Хамами                    | Тунис      | Т13   | 3:59,58 | 3:59,58 | Диск.    | чл. 18.2б  |

#### Класа Т20
Такмичење је одржано 13.9.2016. годину у 10:58,,
| Пласман | Атлетичар              | Земља                | Класа | ЛР      | ЛРС     | Резултат | Белешка |
| ------- | ---------------------- | -------------------- | ----- | ------- | ------- | -------- | ------- |
|         | Мајкл Браниган         | САД                  | Т20   | 3:48,85 | 3:50,05 | 3:51,73  | ПР      |
|         | Данијел Пек            | Пољска               | Т20   | 3:55,22 | 3:56,28 | 3:56,17  | РР      |
|         | Пејман Насири Базањани | Иран                 | Т20   | 3:56,53 |         | 3:56,24  | РР, ЛР  |
| 4.      | Рафал Корц             | Пољска               | Т20   | 3:56,70 | 3:56,78 | 3:56,54  | ЛР      |
| 5.      | Павло Волуикевич       | Украјина             | Т20   | 4:04,09 |         | 3:58,18  | ЛР      |
| 6.      | Стив Морис             | Уједињено Краљевство | Т20   | 3:58,19 | 3:58,19 | 3:58,69  |         |
| 7.      | Кристијано Переира     | Португалија          | Т20   | 3:57,03 | 3:57,15 | 3:59,92  |         |
| 8.      | Луис Артуро Паива      | Венецуела            | Т20   | 4:01,17 |         | 4:11,20  | ЛРС     |
| 9.      | Мохамед Херси          | Данска               | Т20   | 4:09,87 | 4:09,87 | 4:11,41  |         |

#### Класа Т37
Такмичење је одржано 11.9.2016. годину у 11:59,,
| Пласман | Атлетичар         | Земља                      | Класа | ЛР      | ЛРС     | Резултат | Белешка |
| ------- | ----------------- | -------------------------- | ----- | ------- | ------- | -------- | ------- |
|         | Michael McKillop  | Ирска                      | Т37   | 3:55,23 | 4:04,47 | 4:12,11  |         |
|         | Лијам Стенли      | Канада                     | Т37   | 4:13,51 | 4:13,51 | 4:16,72  | РР      |
|         | Madjid Djemai     | Алжир                      | Т37   | 4:14,80 | 4:14,80 | 4:17,28  |         |
| 4.      | Хафид Ахарак      | Мароко                     | Т37   | 4:20,55 | 4:24,36 | 4:20,43  | ЛР      |
| 5.      | Шејн Добсон       | Канада                     | Т37   | 4:21,10 | 4:22,59 | 4:21,06  | ЛР      |
| 6.      | Бред Скот         | Аустралија                 | Т37   | 4:10,96 | 4:17,46 | 4:25,98  |         |
| 7.      | Маријано Домингес | Аргентина                  | Т37   | 4:36,70 | 5:00,88 | 4:46,42  | ЛРС     |
| 8.      | Иван Еспиноса     | Америчка Девичанска Острва | Т37   | 5:05,33 |         | 5:07,00  |         |

#### Класа Т38
Такмичење је одржано 10.9.2016. годину у 19:19,,
| Пласман | Атлетичар                   | Земља      | Класа | ЛР      | ЛРС     | Резултат | Белешка |
| ------- | --------------------------- | ---------- | ----- | ------- | ------- | -------- | ------- |
|         | Абес Саиди                  | Тунис      | Т38   | 4:09,92 | 4:15,46 | 4:13,81  | ПР      |
|         | Деон Кензи                  | Аустралија | Т38   | 4:06,60 | 4:08,16 | 4:14,95  |         |
|         | Луис Радијус                | Француска  | Т38   | 4:10,17 | 4:13,65 | 4:17,19  |         |
| 4.      | Мичел Чејс                  | Канада     | Т38   | 4:26,64 | 4:29,78 | 4:28,44  | ЛРС     |
| 5.      | Кристофер Виенберг          | Данска     | Т38   | 4:26,27 | 4:26,27 | 4:31,68  |         |
| 6.      | Данијел Хина                | Чешка      | Т38   | 4:34,33 | 4:42,38 | 4:42,33  | ЛРС     |
| 7.      | Базиле Меуниер              | Белгија    | Т38   | 4:44,84 | 4:47,10 | 4:54,77  |         |
|         | Ангел Моисес Енрикуез Торес | Мексико    | Т38   | 4:26,15 | 4:34,83 | НЗ       |         |

#### Класа Т46
Такмичење је одржано 16.9.2016. годину у 18:20,,
| Пласман | Атлетичар                  | Земља      | Класа | ЛР      | ЛРС     | Резултат | Белешка |
| ------- | -------------------------- | ---------- | ----- | ------- | ------- | -------- | ------- |
|         | Самир Ноуиоуа              | Алжир      | Т46   | 3:51,80 |         | 3:59,46  | ЛРС     |
|         | Давид Емонг                | Уганда     | Т46   | 3:58,47 |         | 4:00,62  | ЛРС     |
|         | Мајкл Роегер               | Аустралија | Т46   | 3:50,61 | 3:52,23 | 4:01,34  |         |
| 4.      | Бечир Агоуби               | Тунис      | Т46   | 4:04,20 | 4:04,20 | 4:05,07  |         |
| 5.      | Хермас Мувуни              | Руанда     | Т46   | 4:07,11 | 4:07,11 | 4:05,19  | ЛР      |
| 6.      | Хајлу Хајле                | Етиопија   | Т46   | 4:03,80 | 4:03,80 | 4:06,37  |         |
| 7.      | Христијан Стојанов         | Бугарска   | Т46   | 4:03,63 | 4:03,63 | 4:08,99  |         |
| 8.      | Реми Никобимезе            | Бурунди    | Т46   | 4:04,90 |         | 4:10,00  | ЛРС     |
| 9.      | Астбха Гебре Гебремескел   | Етиопија   | Т46   | 4:08,84 | 4:08,84 | 4:15,01  |         |
| 10.     | Ревелинот Рахеринандрасана | Мадагаскар | Т46   |         |         | 4:38,60  | ЛР      |
|         | Чаојен Ли                  | Кина       | Т46   | 4:06,36 |         | НЗ       |         |

#### Класа Т52
Такмичење је одржано 15.9.2016. годину у 10:24,,
| Пласман | Атлетичар                      | Земља     | Класа | ЛР      | ЛРС     | Резултат | Белешка |
| ------- | ------------------------------ | --------- | ----- | ------- | ------- | -------- | ------- |
|         | Рајмонд Мартин                 | САД       | Т52   | 3:29,79 | 3:38,44 | 3:40,63  | ПР      |
|         | Томоки Сато                    | Јапан     | Т52   | 3:49,79 | 3:50,74 | 3:41,70  | РР, ЛР  |
|         | Пичаја Куратанасири            | Тајланд   | Т52   | 3:55,72 | 3:55,72 | 3:53,96  | ЛР      |
| 4.      | Хироказу Уејонабару            | Јапан     | Т52   | 4:04,20 | 3:49,25 | 3:54,04  |         |
| 5.      | Стивен Тојоји                  | САД       | Т52   | 3:38,75 | 3:38,75 | 3:54,64  |         |
| 6.      | Сантјаго Санс                  | Шпанија   | Т52   | 3:48,18 | 3:48,18 | 3:55,90  |         |
| 7.      | Кристијан Торес                | Колумбија | Т52   | 3:50,78 | 3:57,78 | 3:56,90  | ЛРС     |
| 8.      | Леонардо де Хесус Перез Хуарез | Мексико   | Т52   | 3:50,04 | 4:11,50 | 4:23,83  |         |
| 9.      | Џош Роберт                     | САД       | Т52   | 3:57,60 | 3:57,60 | 4:47,80  |         |
|         | Акиказу Нода                   | Јапан     | Т52   | 4:06,36 |         | Диск.    | чл. 8.3 |

#### Класе Т53 и Т54
Финале је одржано 13.9.2016. годину у 18:22.,,
| Пласман | Атлетичар       | Земља                | Класа | Резултат | Белешка |
| ------- | --------------- | -------------------- | ----- | -------- | ------- |
|         | Прават Вахорам  | Тајланд              | Т54   | 3:00,62  |         |
|         | Марсел Хуг      | Швајцарска           | Т54   | 3:00,65  |         |
|         | Saichon Konjen  | Тајланд              | Т54   | 3:00,86  | ЛРС     |
| 4.      | Дејвид Вир      | Уједињено Краљевство | Т54   | 3:01,08  |         |
| 5.      | Kurt Fearnley   | Аустралија           | Т54   | 3:01,35  |         |
| 6.      | Alhassane Blade | Немачка              | Т54   | 3:01,62  |         |
| 7.      | Ченгминг Љу     | Кина                 | Т54   | 3:01,84  | ЛРС     |
| 8.      | Масајуки Хигучи | Јапан                | Т54   | 3:02,05  |         |
| 9.      | Сук Ман Хонг    | Јужна Кореја         | Т54   | 3:02,21  |         |
|         | Рават Тана      | Тајланд              | Т54   | НЗ       |         |